# Buck Owens
Buck Owens, född Alvis Edgar Owens Jr den 12 augusti 1929 i Sherman, Texas, död av hjärtsvikt den 25 mars 2006 i Bakersfield, Kalifornien, var en amerikansk countrysångare och musiker. Med sitt band Buckaroos fick han flera hitlåtar, och de blev pionjärer inom vad som kom att kallas Bakersfield Sound, en referens till Bakersfield i Kalifornien, staden som Buck Owens kallade hemma och varifrån han drog inspiration till vad han kom att kalla "amerikansk musik".
Hans familj var "sharecroppers", det vill säga arrendatorer som betalade en del av skörden i arrende. Hans mor spelade piano i en kyrka i trakten och han växte därför upp med musik. Familjen beslöt sig för att flytta till Kalifornien för ett bättre liv, men deras bil fick motorstopp i Meza, Arizona, och familjen bosatte sig där. Hans pappa köpte ett gammalt piano, som Buck lärde sig spela på, och man investerade också i en radio, som gav Buck möjlighet att lyssna på countrystjärnor som Bob Wills och Roy Acuff. Familjen bodde i en gammal bondgård med stampat jordgolv och utan elektricitet. Då han var ledig från skolan hjälpte han till med att skörda bomull och majs, och för att bidraga till familjens inkomst hade han extrajobb som lastbilschaufför och skördearbetare. 
När han var sexton bestämde han sig för att bli artist och blev duktig på att spela såväl gitarr som mandolin och uppträdde med ett band i trakten för den lokala radiostationen KTYL. När han var sjutton gifte han sig fick två söner, Buddy och Mike.
Han insåg att det inte fanns någon framtid i Meza, och när Buck var 21 år gammal flyttade den unga familjen till Kalifornien, där det fanns såväl skördefält som oljekällor. De slog sig ned i Bakersfield och många människor kallar staden än idag för Buckersfield, efter Buck Owens. Han hann knappt anlända till staden förrän han bildade bandet The Schoolhouse Playboys, som framträdde i trakten och i Los Angeles tillsammans med blivande countrystjärnor som Tennessee Ernie Ford och Wanda Jackson.
Vid ett tillfälle blev den ursprunglige sångaren sjuk och Buck fick hoppa in som ersättare, och därmed var hans lycka gjord. Han insåg emellertid att man kan inte bli stjärna utan eget material, och 1959 fick han sin första stora framgång med "Second Fiddle". Hans framgångar växte och 1971 slog han alla kritiker med häpnad när han gjorde om Paul Simons "Bridge over Troubled Water" till en country-hit.
1979 hade han ånyo en stor hit med "Play Together Again Again".
Vilken var då hemligheten till Buck Owens stora framgångar? Han hade många duktiga bakgrundsmusiker, han hade genom åren en mycket skicklig manager (Jack McFadden) och många av hans kompositioner spelades in av andra artister som till exempel the Beatles, Barbra Streisand, Dean Martin och Ray Charles. Hans melodier och enkla, medryckande texter gjorde att de flesta av hans låtar blev storsäljare.

## Hits

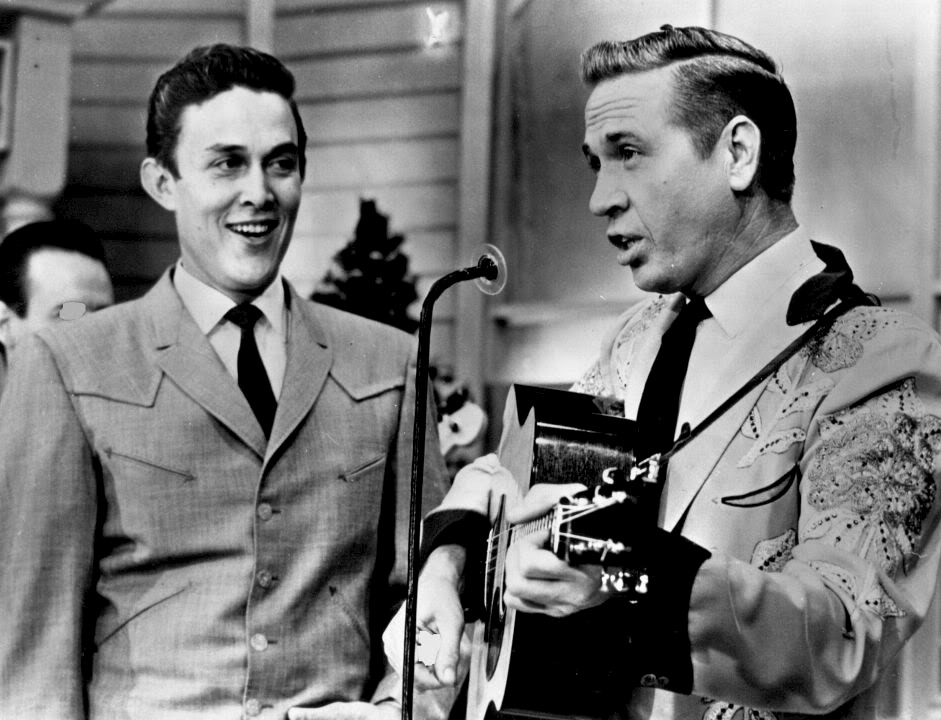
Buck Owens på Jimmy Dean Show 1965

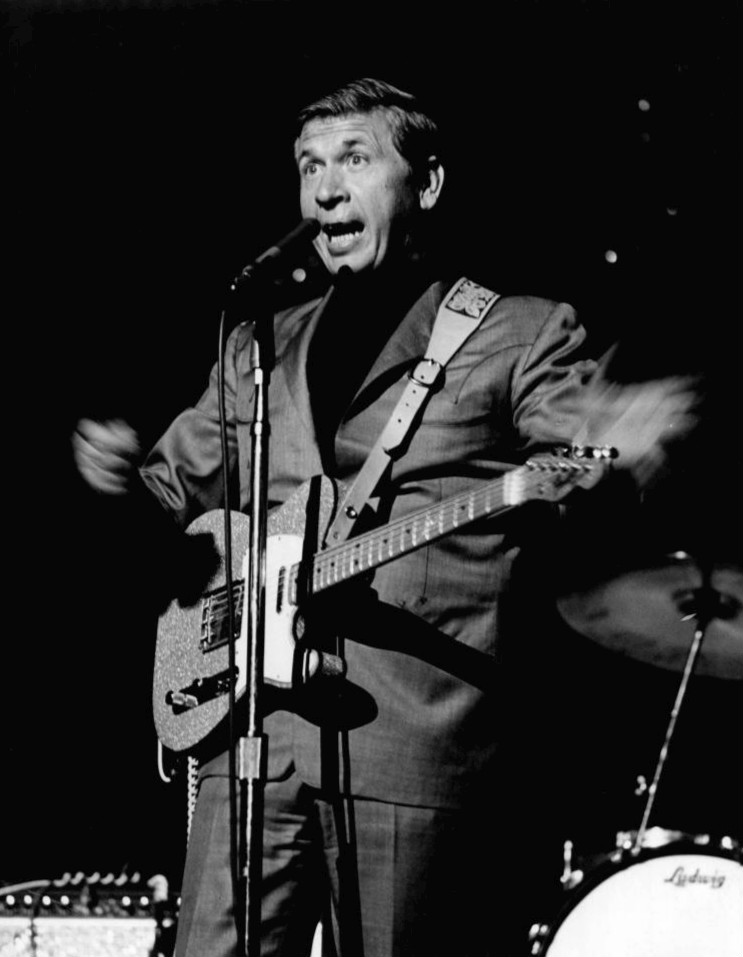
Buck Owens uppträder vid Washington State Fair 1968.

(Topp 5 på Billboard Hot Country Songs)
- "Under Your Spell Again" (1959) (#4)
- "Above and Beyond" (#3)
- "Excuse Me (I Think I've Got a Heartache)" (1960) (#2)
- "Foolin' Around" (1961) (#2)
- "Under the Influence of Love" (1961) (#2)
- "Act Naturally" (1963) (#1)
- "Love's Gonna Live Here" (1963) (#1)
- "My Heart Skips a Beat" (1964) (#1)
- "I Don't Care (Just as Long as You Love Me)" (1964) (#1)
- "I've Got a Tiger By the Tail" (1964) (#1)
- "Before You Go" (1965) (#1)
- "Only You (Can Break My Heart)" (1965) (#1)
- "Buckaroo" (1965) (#1)
- "Waitin' in Your Welfare Line" (1966) (#1)
- "Think of Me" (1966) (#1)
- "Open Up Your Heart" (1966) (#1)
- "Where Does the Good Times Go" (1966) (#1)
- "Sam’s Place" (1967) (#1)
- "Your Tender Loving Care" (1967) (#1)
- "It Takes People Like You (To Make People Like Me)" (1967) (#2)
- "How Long Will My Baby Be Gone" (1968) (#1)
- "Sweet Rosie Jones" (1968) (#2)
- "I've Got You on My Mind Again" (1968) (#5)
- "Who's Gonna Mow Your Grass" (1969) (#1)
- "Johnny B. Goode" (live) (1969) (#1)
- "Tall Dark Stranger" (1969) (#1)
- "Big in Vegas" (#5	)
- "The Kansas City Song" (1970) (#2)
- "Ruby (Are You Mad)" (1970) (#3	)
- "Rollin' in My Sweet Baby's Arms" (1970) (#2)
- "Made in Japan" (1972) (#1)